# Heterosternuta
Heterosternuta is een geslacht van kevers uit de familie  waterroofkevers (Dytiscidae).
Het geslacht is voor het eerst wetenschappelijk beschreven in 1935 door Embrik Strand.

## Soorten
Het geslacht omvat de volgende soorten:
- Heterosternuta allegheniana (Matta & Wolfe, 1979)
- Heterosternuta cocheconis (Fall, 1917)
- Heterosternuta diversicornis (Sharp, 1882)
- Heterosternuta folkertsi (Wolfe & Matta, 1979)
- Heterosternuta jeanneae (Wolfe & Matta, 1979)
- Heterosternuta jenniferae (Wolfe & Matta, 1979)
- Heterosternuta laeta (Leech, 1948)
- Heterosternuta ohionis (Fall, 1917)
- Heterosternuta oppositus (Say, 1823)
- Heterosternuta ouachita (Matta & Wolfe, 1979)
- Heterosternuta phoebeae Wolfe & Harp, 2003
- Heterosternuta pulchra (LeConte, 1855)
- Heterosternuta sulphuria (Matta & Wolfe, 1979)
- Heterosternuta wickhami (Zaitzev, 1908)